# Lac Rāzna
Le lac Rāzna est le deuxième plus grand lac de Lettonie, après le lac Lubans. Faisant partie du territoire du parc national de Rāzna, il est situé à l'est du pays, près de la ville de Rēzekne, en Latgale, dans une région qui compte près d'un millier de lacs.

## Description
Deuxième plus grand lac de Lettonie avec 5 756 ha, le lac de Rāzna est également appelé la mer de Latgale à cause de ses plages de sable. 
Le lac compte dix îles avec une superficie totale de 24,6 ha, dont les plus importantes sont Apaļā sala, Apšu sala, Augstā sala et Ezītis. 

## Faune

### Poissons
Le lac est riche en poissons qui sont pêchés professionnellement au filet aussi bien que par les touristes pêcheurs, y compris en hiver avec la pêche sous la glace.
27 espèces de poissons habitent le lac de Rāzna, soit presque 90 % des espèces de poissons trouvées dans les lacs lettons. Certaines espèces ont été introduites, comme la carpe commune Cyprinus carpio, Carassius auratus gibelio, le sandre (Lucioperca lucioperca) et le corégone lavaret Coregonus lavaretus. L'épinoche (Gasterosteus aculeatus) et l'épinochette (Pungitius pungitius) sont également arrivées dans le lac en conséquence d'activités humaines, avec l'introduction de la carpe commune et de la carpe dorée en provenance d'une pisciculture. L'éperlan d'Europe (Osmerus eperlanus) et le corégone blanc (Coregonus albula) se trouvent dans le lac, deux espèces rarement rencontrées dans les autres lacs de la région.
Parmi ces 27 espèces, 6 d'entre elles sont des prédateurs (carnassiers), 6 sont planctophages (zoophages), 4 subsistent principalement sur les plantes aquatiques (phytophages), et les 11 espèces restantes sont bentophages (zoophages). Cette variété dans la population ichtyologique est rare dans les autres lacs lettons. L'équilibre entre ces différents types d'espèces (prédateurs, zoophages et phytophages) est jusqu'à récemment proche de l'optimum ; mais on observe un accroissement du nombre de prédateurs. Le sandre vit dans les eaux ouvertes du lac, qu'il partage avec le corégone blanc et l'éperlan d'Europe – partage inégal puisque ces derniers sont les proies du sandre qui met en danger la préservation de ces deux espèces rares dans ces eaux. 
Le lac Rāzna fournit de bonnes conditions pour les espèces qui se reproduisent sur les plantes aquatiques ; par contre il n'est plus très bon pour les espèces qui se reproduisent sur le sable ou le gravier, à cause de l'eutrophisation croissante du lac. Le sable et le gravier en bord de lac, frayères traditionnelles pour l'éperlan d'Europe et le corégone blanc, sont recouverts de boue et de plantes aquatiques, les deux en augmentation ; de ce fait la reproduction de ces deux espèces a beaucoup diminué, ce qui est concomitant avec la diminution de leurs populations. Le sandre, lui, est non seulement extrêmement protecteur de son nid ; de plus il oxygène et nettoie ses œufs avec la plus grande diligence pendant toute la période d'incubation ; l'espèce est donc nettement moins susceptible aux aléas de l'eutrophisation.

## Pêche

### Pêche commerciale
Bien que le lac de Rāzna représente seulement 5 % de la surface totale des lacs lettons, sa pêche représente 10 % de celle de l'ensemble de ces lacs. La pêche dans le lac de Rāzna varie de 124 tonnes (21,6 kg / ha) en 1954 à 9.6 tonnes (1,7 kg / ha) en 1991 respectivement. La quantité moyenne pêchée pendant cette période est de 60 tonnes et 10,4 kg / ha. Après 1967 la quantité de poissons pêchés a beaucoup diminué, avec un point minimum en 1991, conséquemment à une intensité moindre de la pêche et à une chute importante du nombre de pêcheurs : avant 1967 il y avait au moins 3 équipes de pêcheurs sur le lac, voire 4 équipes ; après 1967 il n'y en avait plus que deux.
Dans les pêches des années 1950, les espèces étaient le gardon (Rutilus rutilus, engl. rouch), grémilles (Acerina cernua, engl. ruff), perche commune (Perca fluviatilis, engl. perch) et ablette (Alburnus alburnus, engl. bleak). En 1954, l'année de la plus grosse pêche, les 124 tonnes pêchées comprenaient 52 t de gardons (42 %), 29 t de grémilles (23 %) et 13 t d'ablette (10 %). Dans les années 1960 la quantité de grémilles et d'éperlan d'Europe (Osmerus eperlanus) a augmenté, alors que celles de gardon a décru. Pendant plusieurs années de ces années 1960 l'éperlan d'Europe a constitué plus de 20 % de la pêche.
Dans les années 1970 la quantité de grémilles a radicalement diminué, tandis que celles des brèmes communes (Abramis brama), anguilles (Anguilla anguilla) et corégones blancs (Coregonus albula) se sont accrues. En 1977 20 % de la pêche totale était constituée de corégones blancs. Durant cette période la quantité de gardons était de nouveau en augmentation.
Dans les années 2000 80 % de la pêche industrielle était composée de brèmes, anguilles, gardons, et perches communes.
Le nombre d'anguilles a été en hausse depuis quelques dizaines d'années. Dans les années 1950 et 60 on en pêchait à peine 2 tonnes par an ; pendant les années 1990 ce nombre a augmenté à 10 tonnes par an au minimum, atteignant 25 tonnes en 1994 et restant de cet ordre pour les années 2000.
Le gardon est le poisson le plus commun. Entre 1946 et 1995 la moyenne de pêche de ce poisson était de 14 tonnes par an, la plus grande quantité parmi les poissons pêchés dans la région, avec un minimum de 4 tonnes par an et un maximum de 50 tonnes.
Le poisson prédateur le plus commun dans le lac est la grémille, dont la pêche dans les années 1960 dépassait 36 tonnes par an. À la fin des années 80 et début des années 90 le nombre de grémilles pêchées était tombé extrêmement bas.
Le poisson prédateur le plus pêché après la grémille, est le bar (Morone) avec une moyenne annuelle de 6 tonnes. Pendant plusieurs années cette quantité a atteint plus de 19 tonnes par an avec un pic de 1962 à 1966, puis a baissé jusqu'à 1 tonne par an dans les années 2000.
L'ablette est très courante. Les plus grosses pêches étaient dans les années 1960 et au début des années 1970. Au début des années 1990 elle a entièrement disparu des prises, et a réapparu en 1995. Dans les années 2000, 85 % des ablettes pêchées avaient entre 4 et 7 ans, avec une longueur comprise entre 24 et 50 cm, pour un poids moyen de 600 g dans une fourchette allant de 270 g à 2 360 g. Les ablettes ont une croissance assez rapide, notamment dans le lac de Razna où cette croissance est la plus rapide de tous les lacs de Lettonie hormis dans le lac Lubāna : la pêche intensive des années 70 aux années 90 a favorisé ce phénomène chez les ablettes.
Les quantités de smelt pêchées sont très irrégulières ; certaines années elles dépassent 30 tonnes, d'autres années il n'y en a pas du tout. 
Parmi les espèces se nourrissant de plantes ou de petits animaux, seule la brème a une valeur commerciale ; le nombre d'individus a augmenté dans les années 1990, ce qui est une cause d'inquiétude.
Pendant toutes les années étudiées, la quantité de poissons introduits, en particulier la carpe commune (Cyprinus carpio), était faible dans la quantité totale de poisson pêchés.
Les droits de pêche industrielle dans le lac de Rāzna sont délivrés par Ekopunkts Ltd.

### Pêche de plaisance
À part la pêche commerciale, la pêche de plaisance est très populaire au lac de Razna, aussi bien par les locaux que les vacanciers - en particulier ceux venant de Rēzekne mais aussi ceux venant de plus loin. Pratiquement chaque maisonnée proche du lac possède un équipement de pêche dont l'usage est interdit par les règles de pêche. Chaque jour il y a au moins 100 pêcheurs, et en week-end ils sont beaucoup plus nombreux. Chaque pêcheur attrapant en moyenne 2 kg de poisson, la pêche totale par les individus atteint au minimum 80 à 100 tonnes par an. Les types de poissons ainsi pêchés sont difficilement évaluables et atteignent ou dépassent probablement les maximums autorisés.

## Tourisme
Sorties en bateau, pêche, sports aquatiques, relaxation sur les plages, pique-niques, saunas traditionnels.